# Поједностављено кинеско писмо
Поједностављено кинеско писмо или упрошћено кинеско писмо (појед. кин. 简化字 / 简体字, трад. кин. 簡化字 / 簡體字, пин. Jiǎnhuàzì / Jiǎntǐzì), један је од два стандардна комплета кинеских знакова, савременог кинеског писаног језика. Они се углавном темеље на популарним рукописима курзивног облика који се састоје од графичких или фонетских симплификација „традиционалних“ облика који су коришћени у штампаном тексту више од хиљаду година. Влада Народне Републике Кине унапређује их за употребу приликом штампе у покушају да повећа писменост. Писмо се службено користи у Народној Републици Кини, Сингапуру, Малезији и Уједињеним нацијама.
Традиционално кинеско писмо се тренутно користи у Републици Кини, Хонгконгу и Макау. Прекоморске кинеске заједнице углавном користе традиционалне знакове, а упрошћени знакови постепено добијају популарност међу кинеским емигрантима. Истовремено, традиционално писмо повећава престиж у Народној Републици Кини.
Упрошћени облици карактера су направљени смањивањем броја потеза и поједностивљањем облика значајних традиционалних кинеских знакова. Неки знакови су поједностављени користећи регуларна правила, на примјер, заменивши све појаве одређеног дела са једноставнијом варијантом. Међутим, неки знакови су поједностављени нерегуларно, а неки упрошћени карактери су поједностављени друкчије и непредвидљиво у односу на традиционалне знакове. Коначно, многи знакови су нетакнути током поједностављења и тако су они исти у традиционалном и упрошћеном кинеском писму.

## Величина промена
Издање: „Комплетан списак упрошћених карактера“ (кин: 简化字总表), најављен у 1986. години, садржи сљедеће:
- Нацрт 1, која садржи 350 појединачних упрошћених карактера, који никада не могу да се користе као упрошћене компоненте карактера
- Нацрт 2, који садржи 132 упрошћених карактера и 14 упрошћених кључева који се не могу самостално коистити
- Нацрт 3, списак 1753 карактера који су упрошћени у складу са нацртом 2. Ова листа није исцрпљена, тако да карактер који може бити упрошћен у складу са нацртом 2 треба бити упрошћен иако се није појавио у нацртима 1, 2 или 3.

Издање: „Серија један организација списка варијантних карактера“ (пин: Di yi pi yitizi zhengli biao) објашњава неке од разлика између правописа континенталне Кине и Хонгконга и Тајвана. Иако то нису техничка „упрошћења“, они се често гледају као такве, јер је крајњи ефекат исти. Садржи 1027 варијантних карактера који се сматрају застарелим од коначне ревизије 1993. године. Неки од њих су застарели у Тајвану и Хонгконгу а други су и даље у употреби.
Након Другог свјетског рата, и Јапан је упростио низ кинеских знакова (канђи) који се користи у јапанском језику. Нови облици се зове схинђитаи. У односу на кинеску, јапанска реформа је била више усмјерена, утичући на само неколико стотина карактера и замјењује их са поједностављеним облицима, од којих су већина већ у употреби у јапанском рукописним оригиналима. Број знакова, који се користи, такође је смањен и формални спискови знакова који треба да се науче током сваког разреда школе су основани.

## Порекло и историја
Иако је већина упрошћених кинеских слова који се данас употребљавају, резултат рада комисија владе Народне Републике Кине педесетих и шездесетих година двадесетог века, поједностављење слова потиче од прије формације Народне Републике Кине 1949. године.
Курзивни писани текст скоро увек садржи упрошћена слова. Упрошћени облици који се користе у штампаном тексту су увек постојали. Они датирају чак из династије Ћин (221 — 206. п. н. е.), иако су ранији покушаји упрошћења у ствари резултовали повећањем знакова.
Један од најранијих предлагача за упрошћење је Луфеи Куи, који је предложио 1909. године да се користе поједностављени карактери у образовању. У годинама након Покрета 4. маја 1919. године, многи антиимперијалистички кинески интелектуалци су тражили начине да модернизују Кину. Традиционална култура и вредност, као што је Конфуцијанизам је била оспорена. Затим, људи у покрету су сматрали да је традиционални кинески систем писања препрека за модернизацију Кине и зато су предложили да се започне реформа. Предложено је да се кинески систем писања поједностави или потпуно укине.
Фу Синиан, један од вођа Покрета 4. маја, је звао кинеске карактере: „писање демона волова и богова змија“.
Лу Сјин, познати кинески аутор у 20. веку, изјавио је: „Ако кинеска слова не буду уништена, Кина ће умрети“.
Тридесетих и четрдесетих година двадесетог века, разговори о упрошћењу слова су се водили унутар Куоминтанг владе. Велики број кинеских интелектуалаца и писаца су већ дуго тврдили да ће се повећати писмености у Кини ако се упросте кинеска слова.
324 упрошћених слова које је прикупио Ћијен Сјуентунг службено су уведени 1935, као табела 1. серије упрошћених слова али су суспендовани 1936. године.
Народна Република Кина је издала свој први круг званичних поједностављења слова у два документа, први 1956, а други 1964. године. Педесетих и шездесетих година, док је конфузија око упрошћења слова и даље бујала, прелазни карактери који су мешали поједностављене делове са деловима који је требало да буду још упрошћени су се појавили на кратко време, а затим нестали.
Унутар Кине даље упрошћавање слова је постало повезано са левичарима Културне револуције, што је кулминирало другим таласом упрошћавања слова (познато као ерђијен), који су објављени 1977. Делом због неудобности која се осећала након Културне револуције и Маове смрти, други круг упрошћења је лоше примљен, и 1986. власти су потпуно повукле други талас.
Касније исте године, власти су донеле коначан списак упрошћења, која је идентична спуску из 1964. године, осим за шест промена укључујући и три слова која су упрошћена у првом кругу.
Након прекида упрошћивања другог круга, НР Кина је изјавила да је желела да држи кинески правопис стабилним. Годинама касније 2009. године, кинеска влада је објавила велику ревизију списка на којој има 8300 знакова. Никаква нова упрошћења нису уведена. Међутим, шест слова која су претходно наведене као „традиционални“ облик који су биле упрошћене, као и 51 других „варијанта“ ликова су враћена на стандардном списку. Поред тога, ортографије (нпр. облик потеза) за 44 знакова су се мало измениле.
Управа за језик је прогласила време отвореног коментара до 31. августа 2009. за повратне примедбе од јавности.
Сингапур је прошао кроз три узастопна круга упрошћења слова, коначно стижући на исти скуп поједностављених карактера као Кина.
Први круг, који се састоји од 498 поједностављених слова од 502 традиционални слова, прогласило је Министарство просвете 1969. године. Други круг, који се састоји од 2287 поједностављених слова, проглашен је 1974. Други скуп је имао 49 разлика од кинеског система, које су биле уклоњене у финалној рунди 1976. Године 1993, Сингапур је усвојио шест ревизија од стране Кине 1986. године. Међутим, за разлику од Кине где се лична имена могу регистровати само користећи упрошћена слова, родитељи имају опцију регистровања имена деце традиционалним словима у Сингапуру.
Малезија је прогласила скуп упрошћених слова 1981. године, које су биле потпуно идентичне упрошћеним словима које су се користили у континенталној Кини. Школе на кинеском језику користе ова слова.

## Начин упрошћења
Постоји неколико начина на који су карактери упрошћени:
1. Замјењивањем компликоване компоненте заједничких карактера са упрошћеним облицима:
  - 對 → 对; 觀 → 观; 風 → 风; итд.
2. Промјена фонетике:
  - 潔 → 洁; 鄰 → 邻; 極 → 极; итд.
3. Изостављањем целих делова:
  - 廣 → 广; 寧 → 宁; 滅 → 灭; итд.
4. Кориштење штампаног лика рукописних облика (упрош: 草书楷化; трад: 草書楷化; пин: cǎoshūkǎihuà):
  - 書 → 书; 長 → 长; 馬 → 马; итд.
5. Усвајање древне форме које су једноставнији у облику:
  - 涙 → 泪; 網 → 网; 傑 → 杰; итд.
6. Стварањем нових кључ-кључ спојева:
  - 體 → 体; 塵 → 尘; 竃 → 灶; итд.
7. Стварањем нових кључ-фонетичких спојева:
  - 護 → 护; 驚 → 惊; 膚 → 肤; итд.
8. Спајањем карактера у други један који звучи исто или слично:
  - 餘 → 余; 穀 → 谷; 後 → 后; итд.
9. Спајањем неколико карактера у новостворени и једноставнији карактер:
  - 髮 & 發 → 发; 儘 & 盡 → 尽; итд.
10. Систематично упрошћавање облика, тако да сваки лик који га користи се упрошћује:
  - 門 → 门; 閉 → 闭; 問 → 问; итд. (два изузетка на ову врсту поједностављивања су ријечи за „отворен“: 開 → 开, и ријеч за „затворен“ 關 → 关 где је кључ за врата (門) потпуно изостављен.)

Зато што су традиционални карактери понекад спојени, збуњеност може да настане када класични кинески текстови су штампани у упрошћеним карактерима. У ријетким случајевима, упрошћени карактери заправо постају у један или два потеза сложенији од својих традиционалних карактера због логичке ревизије. Један примјер овога је 搾 који мапира на претходно постојећу варијанту форме 榨. Кључ „рука“ на левој страни (扌) са три потеза, је замењен са „стабло“ кључем (木), са четири потеза.

## Дистрибуција и кориштење
Народна Република Кина, Сингапур и Малезија углавном користе упрошћена слова. Они се појављују врло ретко у штампаном тексту произведено у Хонгконгу, Макау, Тајвану, и прекоморским кинеским заједницама, али постају све више распрострањени откад се Кина отвара према свету.
Насупрот томе, континентална Кина увиђа повећање кориштења традиционалних облика, где се често користе на знацима и логоима.

## Веб странице
Радна група WWW Конзорцијума за интернационализацију препоручује кориштење језичке ознаке  за вредност атрибута за језик и језилког садржаја (Content-Language) да би се навело да је садржај странице у упрошћеним кинеским словима.